# CJD Berlin
CJD Berlin ist ein ehemaliger Frauen-Volleyballverein aus Berlin, der von 1999 bis 2002 den Namen Volley Cats Berlin trug.
CJD (Christliches Jugenddorfwerk Deutschlands) Berlin entstand zur Saison 1989/90, als sich die West-Berliner Bundesliga-Mannschaft vom TSV Rudow 88 trennte. 1991 schloss sich die Ost-Berliner Mannschaft SC Dynamo Berlin an. Die Frauen des CJD spielten jahrelang sehr erfolgreich in der Bundesliga. Größte Erfolge waren die zweimalige Deutsche Meisterschaft 1993 und 1994, der viermalige Deutsche Pokalgewinn 1992, 1993, 1994 und 1995 sowie der Gewinn des Europapokals der Pokalsieger 1993.  Bekannteste ehemalige Spielerinnen sind Maike Arlt, Grit Naumann, Susanne Lahme, Constance Radfan, Béatrice Dömeland, Saskia van Hintum und Janete Strazdina.

## Umbenennung in Volley Cats Berlin
1999 benannte sich der Verein in Volley Cats Berlin um, da es keinen Bezug mehr zum Christlichen Jugenddorfwerk Deutschland gab. Es folgten Saisons mit geringem sportlichen Erfolg, in der Saison 2001/02 mit Rang 10 in der Frauenvolleyball-Bundesliga das schlechteste Vereinsergebnis. Auch finanziell ging es dem Verein schlecht und Missmanagement, verfehlte Transferpolitik und Trainerwechsel beherrschten die Schlagzeilen. Das Ende kam im Mai 2002 mit der Insolvenz des Vereins.

## Erfolge
- Deutsche Meisterschaft: 1993, 1994
- Deutscher Pokal: 1992, 1993, 1994, 1995
- Europapokal der Pokalsieger: 1993